# Großer Kunstpreis des Landes Nordrhein-Westfalen
Der Große Kunstpreis des Landes Nordrhein-Westfalen wurde von 1953 bis 1968 verliehen. Den hochdotierten Preis erhielten renommierte Künstler und Architekten in fünf Kategorien.

## Geschichte
Der Preis wurde von der Regierung des Landes Nordrhein-Westfalen mit Urkunde vom 17. März 1953 gestiftet. Die Schaffung der Auszeichnung war als identitätsfördernde Maßnahme gedacht: Nordrhein-Westfalen wurde damals weithin als ein Bundesland wahrgenommen, in dem es Kohle, Stahl und eine Arbeiterklasse gab, wurde aber nicht mit Kultur verbunden. Diesem einseitigen Bild sollte der für damalige Verhältnisse hochdotierte Kunstpreis entgegenwirken. Die Stiftung des Preises war auf die Initiative des Ministerpräsidenten Karl Arnold nach mehrjähriger Planung von Innenminister Franz Meyers seitens der Landesregierung in ihrer 316. Kabinettssitzung am 13. Januar 1953 als Beitrag zur staatlichen Kunstförderung beschlossen worden.

„Im Bewußtsein ihrer Verpflichtung, die im Lande tätigen Kräfte der Kunst zu fördern und in der Absicht, hervorragende
 
Künstler sichtbar auszuzeichnen, stiftet die Landesregierung den „Großen Kunstpreis des Landes Nordrhein-Westfalen“.“

Die Preise gingen an bereits etablierte und erfolgreiche Künstler; der Glanz der bekannten Namen sollte positiv auf das Ansehen des Bundeslandes rückwirken.
Der Große Kunstpreis wurde in 5 Einzelpreisen verliehen:
- Großer Preis des Landes Nordrhein-Westfalen für Baukunst
- Großer Preis des Landes Nordrhein-Westfalen für Bildhauerei
- Großer Preis des Landes Nordrhein-Westfalen für Literatur
- Großer Preis des Landes Nordrhein-Westfalen für Malerei
- Großer Preis des Landes Nordrhein-Westfalen für Musik

Die Vergabe erfolgte bis 1963 jährlich am 11. Juli in Düsseldorf. In den ersten 10 Jahren wurde jeder Künstler mit 10.000 DM dotiert, ab 1963 erfolgte eine Preisgelderhöhung auf 25.000 DM je Kategorie. Der nordrhein-westfälische Kunstpreis war damit der höchstdotierte Kunstpreis Deutschlands seiner Zeit. Karl Arnold verlieh den Preis erstmals 1953. 1963 wurde in der Stiftungsurkunde neben der Höhe des Preisgelds auch der Termin der Preisverleihung neu geregelt: „Der Preis wird alljährlich im Oktober durch den Ministerpräsidenten verliehen.“
Zu dem Großen Kunstpreis wurden vom Land seit 1957 auch Förderungspreise für junge Künstler vergeben: Förderpreis des Landes Nordrhein-Westfalen für junge Künstlerinnen und Künstler.
1968 kam es beim Großen Kunstpreis zum Streit über den Preisträger Günter Wallraff und zur Einstellung des Preises. Der Förderpreis war von der Einstellung nicht betroffen und wird noch vergeben.

## Jurymitglieder (unvollständig)
- Stefan Andres[14]
- Wilhelm Grenzmann[14]
- Josef Haubrich[14]
- Johannes Langfeld,[14] Kölner Bibliotheksdirektor
- Paul Luchtenberg[14]
- Benno von Wiese
- Joseph Caspar Witsch[14]

## Träger (unvollständig)
| Preisträger des Jahres 1953 - Baukunst: Wilhelm Riphahn - Bildhauerei: Ewald Mataré - Literatur: Emil Barth - Malerei: Julius Bretz - Musik: Frank Martin | Preisträger des Jahres 1954 - Baukunst: Dominikus Böhm - Bildhauerei: Gerhard Marcks - Literatur: Stefan Andres - Malerei: Werner Gilles - Musik: Günter Bialas | Preisträger des Jahres 1955 - Baukunst: Fritz Schupp - Bildhauerei: Ludwig Gies - Literatur: Gertrud von le Fort - Malerei: Georg Meistermann - Musik: Wolfgang Fortner |

| Preisträger des Jahres 1956 - Baukunst: Paul Schneider-Esleben - Bildhauerei: Bernhard Heiliger - Literatur: Gottfried Benn - Malerei: Ernst Wilhelm Nay - Musik: Hans Werner Henze | Preisträger des Jahres 1957 - Baukunst: Hans Schwippert - Bildhauerei: Zoltan Székessy - Literatur: Richard Benz - Malerei: Max Ernst - Musik: Karl Amadeus Hartmann | Preisträger des Jahres 1958 - Baukunst: Rudolf Schwarz - Bildhauerei: Hans Wimmer - Literatur: Ina Seidel - Malerei: Karl Schmidt-Rottluff - Musik: Paul Hindemith |

| Preisträger des Jahres 1959 - Baukunst: Ludwig Mies van der Rohe - Bildhauerei: Kurt Lehmann - Literatur: Heinrich Böll - Malerei: Fritz Winter, 1959 - Musik: Giselher Klebe, 1959 | Preisträger des Jahres 1960 - Baukunst: Walter Gropius - Bildhauerei: Emy Roeder - Literatur: Friedrich Georg Jünger - Malerei: Joseph Faßbender - Musik: Bernd Alois Zimmermann/Peter Richter | Preisträger des Jahres 1961 - Baukunst: Bernhard Pfau - Bildhauerei: Alfred Lörcher - Literatur: Georg Britting - Malerei: Erich Heckel - Musik: Boris Blacher |

| Preisträger des Jahres 1962 - Baukunst: Harald Deilmann - Bildhauerei: Karl Hartung/Toni Stadler - Literatur: Max Frisch - Malerei: Hann Trier - Musik: Luigi Dallapicolla | Preisträger des Jahres 1963 - Baukunst: Gerd Lohmer - Bildhauerei: Norbert Kricke - Literatur: Ernst Meister - Malerei: Emil Schumacher - Musik: Olivier Messiaen | Preisträger des Jahres 1964 - Baukunst: Emil Steffan - Bildhauerei: Hans Arp - Literatur: Paul Celan - Malerei: Julius Bissier - Musik: Ernst Krenek |

| Preisträger des Jahres 1965 - Baukunst: Egon Eiermann - Bildhauerei: Etienne Hajdu - Literatur: Herbert Eisenreich - Malerei: Bruno Goller - Musik: | Preisträger des Jahres 1966 - Baukunst: - Bildhauerei: - Literatur: Siegfried Lenz - Malerei: Richard Oelze - Musik: Krzysztof Penderecki | Preisträger des Jahres 1967 - Baukunst: - Bildhauerei: Naum Gabo - Literatur: - Malerei: - Musik: |

| Preisträger des Jahres 1968 - Baukunst: - Bildhauerei: - Literatur: Peter Huchel - Malerei: - Musik: |